# Аккумулятор холода
Аккумуля́тор хо́лода (также, хладоэлемент) — охлаждающее устройство, представляет собой контейнер, заполненный веществом с большой теплоёмкостью (жидкость, гель).
Различают два вида аккумуляторов холода:
- Аккумулятор искусственного холода — накапливает холод в процессе работы холодильной машины, переносящей тепло из аккумулятора наружу.
- Аккумулятор естественного холода — использует естественный холод, накопленный в зимний период. Такой аккумулятор позволяет экономить энергию, затрачиваемую на аккумуляцию холода, поскольку здесь используется естественная энергия холодного времени года[3].

Аккумуляторы холода применяют как основные охлаждающие элементы в холодильных сумках и бытовых холодильниках. Функции активного вещества здесь выполняет раствор карбоксиметилцеллюлозы. Перед применением аккумулятор холода помещают в морозильную камеру, где вещество охлаждается до нужной температуры.
При применении в бытовых холодильниках аккумуляторы холода стабилизируют температуру в камере (за счёт чего компрессор включается и выключается реже), увеличивают время безопасного хранения продуктов при отключении электроэнергии, повышают мощность замораживания в морозильных камерах.

## Применение в медицине
Аккумуляторы холода, применяемые в холодовой цепи для транспортировки и хранения вакцин, препаратов, биологических тканей (например, крови), предлагаются в нескольких температурах.
Наиболее популярные имеют следующие температуры изменения фазы:
- −23 °С,
- −7 °С,
- +5 °С. [источник не указан 1995 дней]

В частности, для доставки лабораторных реагентов применяются холодильники с аккумуляторами холода на основе дистиллированной воды.
- Транспортировочный холодильник для реагентов (часть)
- Аккумулятор холода (хладоэлемент), одна сторона
- Аккумулятор холода, другая сторона с возможностью удаления жидкости при транспортировке «вхолостую»
- Хладоэлементы в термосумке